# Jamaikanische Badmintonmeisterschaft 1967
Die Jamaikanische Badmintonmeisterschaft 1967 fand in Kingston statt. Es war die 20. Austragung der nationalen Titelkämpfe im Badminton von Jamaika.

## Titelträger
| Disziplin    | Sieger                                |
| ------------ | ------------------------------------- |
| Herreneinzel | Anthony Garcia                        |
| Dameneinzel  | Barbara Tai Tenn Quee                 |
| Herrendoppel | Keith Palmer Douglas Bennett          |
| Damendoppel  | Barbara Tai Tenn Quee Sheila Phillips |
| Mixed        | Keith Palmer Barbara Tai Tenn Quee    |